# Epitaxia

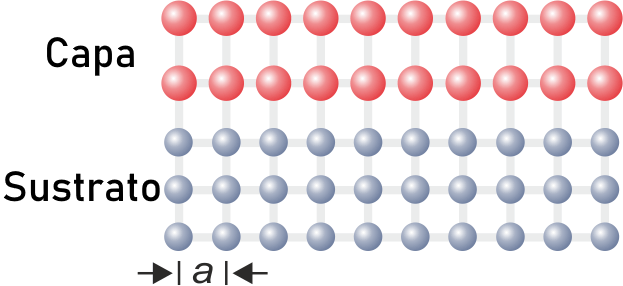
Modelo de una capa epitaxial («átomos» rojos) sobre un sustrato cristalino (azul) con menor espaciado atómico a.

La epitaxia o crecimiento epitaxial es uno de los procesos en la fabricación de circuitos integrados. La epitaxia se refiere al depósito de una sobrecapa cristalina sobre un sustrato cristalino, donde hay registro entre la sobrecapa y el sustrato.
A partir de una cara de un cristal de material semiconductor, o sustrato, se hace crecer una capa uniforme y de poco espesor con la misma estructura cristalina que este. Mediante esta técnica se puede controlar de forma muy precisa el nivel de impurezas en el semiconductor, que son los que definen su carácter (N o P). Para hacer esto se calienta el semiconductor hasta casi su punto de fusión y se pone en contacto con el material de base para que, al enfriarse, recristalice con la estructura adecuada.
Hay varios métodos:
- Crecimiento epitaxial en fase vapor (VPE).
- Crecimiento epitaxial en fase líquida (LPE).
- Crecimiento epitaxial por haces moleculares (MBE).
- Química metalorgánica por deposición a vapor (MOCVD)